# Ceratinella ornatula
Ceratinella ornatula – gatunek pająka z rodziny osnuwikowatych.

## Występowanie
Gatunek występuje na Alasce i Grenlandii oraz w Kanadzie i Stanach Zjednoczonych.

## Podgatunki
Wyróżnia się dwa podgatunki tego pająka:
- Ceratinella ornatula ornatula (Crosby & Bishop, 1925)
- Ceratinella ornatula alaskana Chamberlin, 1949 – endemit Alaski